# 실종 (드라마)
《실종》은 1986년 1월 12일에 MBC TV에서 방영되었던 베스트셀러극장이다.

## 줄거리
사회와 가정으로부터 소외되고 있다고 생각한 화가 오 화백(오승명)은 어느 날 어디론가 떠나고 싶은 충동을 느껴 시외버스를 타고 시골 암자로 향한다. 암자에 있는 도중에 폭설이 내려 오 화백이 하산하지 못한 동안, 그의 실종을 두고 집에서는 가출, 자살로 추측한다. 오 화백은 자신의 행적을 자살로까지 몰고 가는 뉴스를 접하지만...

## 출연
- 오승명
- 정혜선
- 김인문
- 최상훈
- 정성모
- 천현주
- 견미리
- 김희라
- 김민정
- 전인택
- 나정옥
- 차윤회
- 박영지
- 정대홍
- 양택조
- 문회원
- 한영숙
- 정미경
- 이성
- 김성란
- 최한호
- 원낭